# Altenrüthen

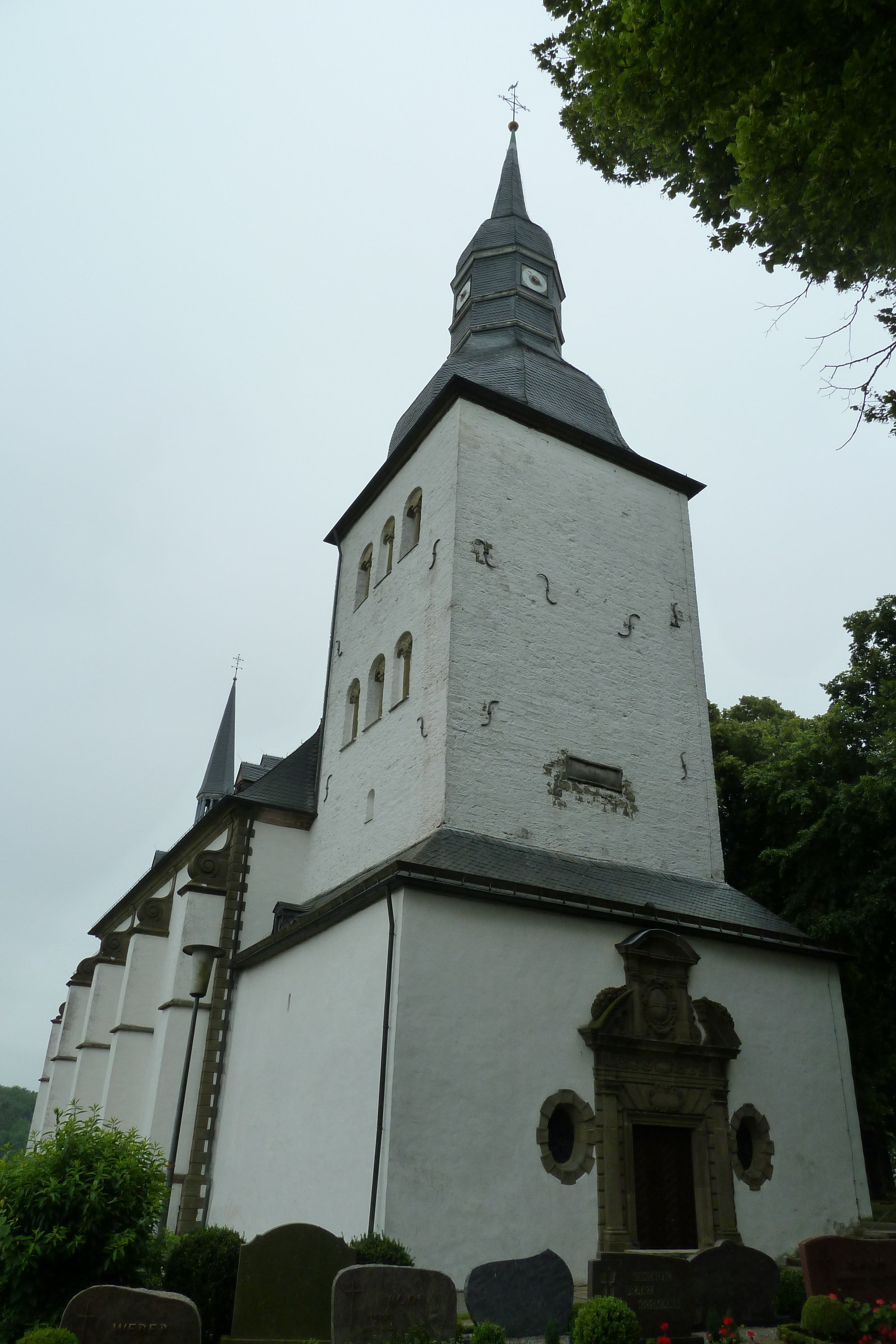
Pfarrkirche

Altenrüthen ist ein Stadtteil der Stadt Rüthen im Kreis Soest. Ende Dezember 2021 hatte die Ortschaft 489 Einwohner.

## Lage
Altenrüthen befindet sich nordwestlich von Rüthen. Die Fläche beträgt 6,94 km². Nach Eingemeindung im Jahr 1975 lebten hier 85 Einwohner je Quadratkilometer.

## Geschichte
Altenrüthen wurde ursprünglich Rüden (Ruethe, Ruothino, Rudin, Riudiun, Rudino) genannt. Der heute nicht mehr vorhandene Haupthof Rüden bei Altenrüthen war der Stammsitz des mittelalterlichen Adelsgeschlechts der Rüdenberger. Erstmals urkundlich erwähnt wurde das Dorf im neunten Jahrhundert im Propsteiregister der Abtei Werden und als Riudiun auch in den Corveyer Traditionen (älterer Teil, 826–876). Laut Schelhasse hat Altenrüthen einer alten fränkischen Mark („marca riudiana“) und einer Gografschaft den Namen gegeben. 1072 wurde Altenrüthen als Ruothino vom Erzbischof Anno II. von Köln dem Kloster Grafschaft zu dessen Stiftung übertragen. 1802 wurde Altenrüthen ein Teil von Hessen und 1815 von Preußen. 1816 kam der Schultheißbezirk Altenrüthen in den neuen Kreis Lippstadt. 1828 wurde aus dem Schultheißbezirk Altenrüthen die Gemeinde Altenrüthen. Einige Jahre später entstand das Amt Altenrüthen mit 16 Gemeinden. In den 1930er-Jahren wurde das Amt Rüthen aus dem Amt Altenrüthen und der Stadt Rüthen gebildet. Am 1. Januar 1975 wurde die Gemeinde Altenrüthen in die Stadt Rüthen eingemeindet.

### Bevölkerungsentwicklung
- 1861: 357 Einwohner
- 1939: 372 Einwohner
- 1950: 612 Einwohner
- 1961: 500 Einwohner
- 1970: 484 Einwohner
- 1974: 588 Einwohner
- 1975: 588 Einwohner
- 2011: 520 Einwohner
- 2014: 511 Einwohner
- 2021: 489 Einwohner[1]

## Gebäude und Sehenswürdigkeiten
Ortsbildprägend ist die katholische Pfarrkirche St. Gervasius und St.-Protasius. Sehenswert ist auch das denkmalgeschützte Pfarrhaus. Als historisch bedeutsam erweist sich der Kreuzweg auf dem Altenrüthener Friedhof: Etwas versteckt, eingelassen auf der Innenseite der südlichen Kirchhofsmauer, reihen sich, unterbrochen durch das o. g. Pfarrhaus, sieben alte Kreuzwegstationen aneinander. Gleichartig gestaltet, stellen sie sozusagen eine Prachtausgabe der typischen barocken Heiligenhäuschen aus Rüthener Grünsandstein dar. „Ihre eigentliche Bedeutung als Baudenkmal liegt aber in der religiösen Besonderheit dieses Ensembles: Es handelt sich um einen Kreuzweg in der ursprünglichen Form der sogenannten 'Sieben Fußfälle'. Sie kam auf um 1500 als Vorläufer der späteren Kreuzwege mit vierzehn Stationen. Ensembles in Form der 'Sieben Fußfälle' sind nur noch ganz selten anzutreffen. Die Altenrüthener Gruppe ist einzigartig in Westfalen, nur in Bayern ist ein weiterer Kreuzweg dieses Typs bekannt.“